# Iulie 2019
Acest articol este generat integral pe baza informațiilor din articolul 2019 și este actualizat periodic de un robot.
 Editările făcute în articol vor fi șterse la următoarea actualizare! Dacă doriți să faceți modificări, editați articolul-sursă.

ianuarie -
februarie -
martie -
aprilie -
mai -
iunie -
iulie -
august -
septembrie -
octombrie -
noiembrie -
decembrie
Iulie 2019 a fost a șaptea lună a anului și a început într-o zi de luni.

## Evenimente

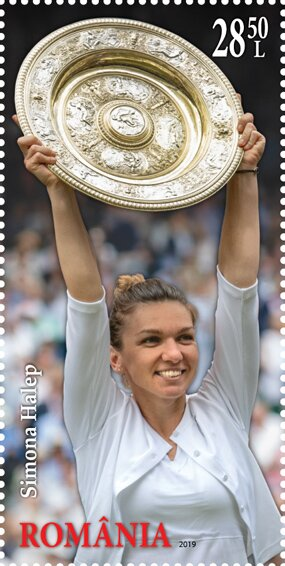
13 iulie: Simona Halep o învinge pe Serena Williams (6-2, 6-2) în finala de la Wimbledon. Este al doilea titlu de Grand Slam câștigat și este prima jucătoare din România care câștigă turneul de la Wimbledon.

- 1 iulie: Finlanda a preluat de la România președinția semestrială a Consiliului Uniunii Europene.
- 1 iulie: Japonia a reluat vânătoarea de balene în scopuri comerciale după o pauză de 30 de ani și la o zi după retragerea din Comisia internațională privind vânătoarea de balene (IWC). Cel puțin 227 de balene se așteaptă să fie ucise până în decembrie 2019.[1]
- 1 iulie: Iranul anunță că a depășit limita de 300 de kilograme de uraniu îmbogățit, impusă de acordul internațional cu privire la programul său nuclear. Acordul încheiat în 2015 între Iran și Grupul celor Șase (Germania, China, Statele Unite, Franța, Regatul Unit, Rusia), limita drastic programului nuclear al Iranului în schimbul ridicării unor sancțiuni economice internaționale. În 2018, SUA, în administrația Donald Trump, s-a retras unilateral din pact și a reinstalat sancțiuni împotriva Teheranului.[2]
- 2 iulie: Eclipsă solară totală vizibilă în Chile și Argentina.
- 2 iulie: Un incendiu produs în submarinul Losharik al Marinei Militare Ruse ucide 14 membri ai echipajului în timp ce nava efectuează teste în apele teritoriale rusești.[3]
- 2 iulie: Al nouălea Parlament European își începe mandatul de cinci ani.[4]
- 8 iulie: Liderul formațiunii conservatoare Noua Democrație, Kyriakos Mitsotakis, a depus jurământul și a preluat funcția de prim-ministru al Greciei, la numai o zi de la victoria partidului său în alegerile generale anticipate.[5]
- 10 iulie: Cercetătorii anunță, prin intermediul revistei Nature, că un craniu uman (Apidima 1) descoperit în interiorul unei peșteri din Grecia a fost datat ca având 210.000 ani, făcându-l cel mai vechi Homo sapiens non-african.[6]
- 11 iulie: Sonda spațială Hayabusa 2 care aparține JAXA a făcut a doua aterizare reușită și finală pe asteroidul 162173 Ryugu. Asteroidul, aflat la aproximativ 340 de milioane de kilometri distanță de Terra, este o "fosilă vie" rămasă de la nașterea Sistemului Solar.[7]
- 11 iulie: Șapte persoane, dintre care șase turiști străini, au fost ucise și alte 100 au fost rănite în timpul unei furtuni violente care a traversat Salonic, Grecia.[8]
- 13 iulie: Simona Halep o învinge pe Serena Williams (6-2, 6-2) în finala de la Wimbledon. Este al doilea titlu de Grand Slam câștigat și este prima jucătoare din România care câștigă turneul de la Wimbledon.[9]

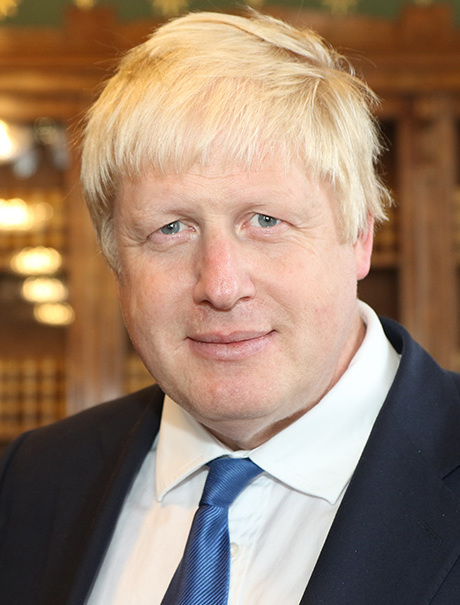
24 iulie: Boris Johnson este numit noul prim-ministru al Regatului Unit.

- 14 iulie: Sârbul Novak Djokovic câștigă cel de-al  16-lea titlu de Grand Slam după ce l-a învins pe elvețianul Roger Federer în finala de simplu masculin de la Wimbledon, cu scorul de 7–6(7–5), 1–6, 7–6(7–4), 4–6, 13–12(7–3) într-un meci care a durat patru ore și 56 de minute. A fost cea mai lungă finală de la Wimbledon din toate timpurile, dar și primul meci de simplu masculin din toate cele patru Grand Slam la care setul cinci s-a terminat cu tiebreake.[10]
- 14 iulie: Sistemul de navigație prin satelit Galileo al Uniunii Europene a suferit o întrerupere majoră cauzată de un "incident tehnic legat de infrastructura de la sol", lăsând toți sateliții activi Galileo offline.[11] Sistemul, care este operațional de la sfârșitul anului 2016, este încă în faza de pilot.
- 16 iulie: Ministrul german al apărării, Ursula von der Leyen, a fost aleasă de Parlamentul European în funcția de președinte al Comisiei Europene. Ea îl va succede pe Jean-Claude Juncker la 1 noiembrie 2019 și va deveni prima femeie care va deține această funcție.[12]
- 17 iulie: În Filipine se declară urgență națională după ce peste 100.000 de persoane au contractat febra Denga.[13]
- 24 iulie: După demisia Theresei May, Boris Johnson este numit noul prim-ministru al Regatului Unit.
- 26 iulie: Cazul de la Caracal: Emoție în societatea românească în cazul unei adolescente care a sunat de trei ori la 112 anunțând că a fost sechestrată, violată și bătută, însă autoritățile nu au reușit să identifice locul în care se află. Poliția a intervenit după aproximativ 19 ore de la apel. Principalul suspect a fost reținut pentru trafic de minori și viol.[14][15][16]
- 28 iulie: Cazul de la Caracal: Bărbatul de 66 de ani din Caracal a recunoscut că a bătut, violat și omorât două tinere de 15, respectiv 18 ani, apoi a ars cadavrele. Au fost mai multe demiteri: șeful Inspectoratului de Poliție Județean Olt și adjuncții acestuia, șeful poliției municipiului Caracal și adjunctul acestuia[17] și proteste în fața sediului Ministerului de Interne.[18]
- 29 iulie: Cazul de la Caracal: Directorul Serviciului de Telecomunicații Speciale și-a dat demisia.[19]
- 30 iulie: Cazul de la Caracal: Ministrul Afacerilor Interne, Nicolae Moga, în urma discuțiilor cu prim-ministru, și-a anunțat demisia declarând că a făcut acest lucru "pentru a salva o parte din prestigiul puternic afectat în urma unei activități deficitare a unor angajați ai săi care au fost destituiți sau urmează să fie sancționați".[20]

## Decese
- 2 iulie: Ion Geantă, 59 ani, caiacist român (n. 1959)
- 4 iulie: Eva Mozes Kor, 85 ani, cetățeană americană de origine evreiască, supraviețuitoare a Holocaustului (n. 1934)
- 5 iulie: Nicolae Gudea, 77 ani, arheolog român (n. 1941)
- 6 iulie: Cameron Boyce (Cameron Mica Boyce), 20 ani, actor american (n. 1999)
- 6 iulie: João Gilberto (n. João Gilberto Prado Pereira de Oliveira), 88 ani, cântăreț, compozitor și chitarist brazilian (bossa-nova), (n. 1931)
- 6 iulie: Toma George Maiorescu, 90 ani, scriitor, eseist, profesor, om politic și poet român de etnie evreiască (n. 1928)
- 7 iulie: Vlassis G. Rassias, 60 ani, scriitor, editor, lider și activist grec (n. 1959)
- 9 iulie: Fernando de la Rúa, 81 ani, politician argentinian, președinte (1999–2001), (n. 1937)
- 9 iulie: Rip Torn (Elmore Rual Torn, Jr), 88 ani, actor american de film (n. 1931)
- 10 iulie: Constantin Anatol, 98 ani, actor și regizor român și israelian (n. 1921)
- 10 iulie: Valentina Cortese, 96 ani, actriță italiană (n. 1923)
- 11 iulie: Damian Crâșmaru, 88 ani, actor român de teatru și film (n. 1931)
- 12 iulie: Fernando Corbató, 93 ani, informatician american, cunoscut ca pionier în domeniul dezvoltării sistemelor de operare cu partajare a timpului (n. 1926)
- 15 iulie: Rex Richards (Rex Edward Richards), 96 ani, chimist britanic (n. 1922)
- 16 iulie: Rosa María Britton, 83 ani, scriitoare panameză (n. 1936)
- 16 iulie: Barry Coe, 84 ani, actor american (n. 1934)
- 17 iulie: Andrea Camilleri, 93 ani, scenarist, regizor de teatru și televiziune, scriitor italian (n. 1925)
- 17 iulie: Martha Sălcudean, 85 ani, expertă recunoscută la nivel internațional în mecanica fluidelor numerică (n. 1934)
- 18 iulie: David Hedison (Albert David Hedison Jr.), 92 ani, actor american (n. 1927)
- 19 iulie: Rutger Hauer (Rutger Oelsen Hauer), 75 ani, actor neerlandez de film (n. 1944)
- 19 iulie: Ágnes Heller, 90 ani, scriitoare maghiară (n. 1929)
- 19 iulie: César Pelli, 92 ani, arhitect argentiniano-american (n. 1926)
- 19 iulie: Werner Söllner, 67 ani, poet german (n. 1951)
- 20 iulie: Ilaria Occhini, 85 ani, actriță italiană de film (n. 1934)
- 22 iulie: Yukiya Amano, 72 ani, diplomat japonez (n. 1947)
- 22 iulie: Christopher C. Kraft Jr., 95 ani, inginer aerospațial american (n. 1924)
- 22 iulie: Li Peng, 90 ani, politician chinez (n. 1928)
- 25 iulie: Béji Caïd Essebsi, 92 ani, avocat, politician și diplomat tunisian, președinte (2014–2019), (n. 1926)
- 26 iulie: Vasile Ion, 69 ani, senator român (n. 1950)
- 26 iulie: Russell Taylor (aka Russi), 75 ani, actriță de voce americană (Minnie Mouse), (n. 1944)
- 27 iulie: John Robert Schrieffer, 88 ani, fizician american, laureat al Premiului Nobel (1972), (n. 1931)
- 28 iulie: Monica Ghiuță, 79 ani, actriță română de teatru și film (n. 1940)
- 29 iulie: Traian Ivănescu, 86 ani, fotbalist român (n. 1933)
- 29 iulie: Tuvya Ruebner, 95 ani, poet israelian de limbă ebraică și germană, cercetător, artist fotograf, redactor și traducător (n. 1924)
- 30 iulie: Marcian Bleahu, 95 ani, geolog, speolog, geograf, alpinist, explorator, scriitor și politician român (n. 1924)
- 30 iulie: Florina Cercel (Florina Cercel Perian), 76 ani, actriță română de teatru și film (n. 1943)
- 31 iulie: Harold Smith Prince, 91 ani, producător american și regizor de teatru (n. 1928)